# Clara Halter
Pour les articles homonymes, voir Halter.
Clara Halter, née Clara Mina Kurc le 5 novembre 1932 dans le 18e arrondissement de Paris et morte le 27 octobre 2017 dans le 3e arrondissement de Paris,, est une sculptrice française.
Épouse de Marek Halter, elle a notamment conçu en 2000 le Mur pour la Paix sur l'esplanade du Champ de Mars.

## Biographie
Clara Halter est mariée à Marek Halter depuis 1968.
De 1967 à 1977, Clara Halter dirige la revue Éléments, première publication internationale pour la paix au Proche-Orient, avant de découvrir, en 1976, sa véritable vocation, le dessin, alors que son mari, Marek Halter, peintre à l’époque, publie son premier roman. D’un commun accord, ils échangent ainsi leurs moyens d’expression.
Cependant, Clara Halter ne cesse pas de manipuler lettres et signes. Mais ses modules microscopiques et répétitifs, travaillés à la loupe, n’ont alors d’autre contenu que l’écriture elle-même. L’écriture comme forme, annulant ainsi toute volonté de sens. Un travail solitaire, original, minutieux, obligeant l’artiste, lorsqu’elle crée, à se retirer hors du monde. Mais non hors du temps. Car Clara Halter dessine le temps.
Elle meurt des suites d'une longue maladie le 27 octobre 2017 à Paris, et est inhumée, le 31 octobre 2017, au cimetière parisien de Bagneux (division 67).

## Œuvre

### LesMonuments pour la Paix
En 2000, Clara Halter réinvestit un unique mot, « paix », qu’elle décline à l’infini, dans toutes les langues et dans tous les alphabets, sur tous les supports, de l’infiniment petit à l’infiniment grand, du signe au mot et du mot à sa répétition all-over. C’est la naissance des Monuments pour la Paix, en collaboration avec l’architecte Jean-Michel Wilmotte. À Paris, d’abord, le Mur pour la Paix (2000), sur l’esplanade du Champ de Mars, face à la Tour Eiffel ; à Saint-Pétersbourg, la Tour de la Paix pour le tricentenaire de la ville en 2003, à Hiroshima, les Portes de la Paix, à l’occasion du 60e anniversaire du largage de la bombe atomique en 2005. Dans le cadre d’une « saison française » en Israël, en 2006, Clara Halter conçoit l’installation les Tentes de la Paix et une immense bâche calligraphiée sur la promenade de Talpiot à Jérusalem. Le Livre de la Paix est son dernier monument érigé à Jérusalem face au mont des Oliviers et au mont Sion.

### Objets pour la paix
À partir de 2000, l’artiste réalise aussi de nombreux produits dérivés pour des créateurs comme Mauboussin, Lancel, Lanvin, Christofle, Montblanc, Omas ou Pierre Frey.
- 2011 : Chance of Peace, Mauboussin.
- 2010 : 
  - Bracelet la Paix, Mauboussin ;
  - Série La Paix, cadres photo, Christofle.
- 2009 :
  - Série La Paix : plateaux, marque-page, vide-poche, Christofle ;
  - Papier peint La Paix, Pierre Frey.
- 2008 : Sac Baguette, Fendi.
- 2006 :
  - Sac de la Paix, Agnès b. ;
  - Canapé Paix, Pierre Frey.
- 2004 :
  - Tissu pour la Paix, Pierre Frey ;
  - Stylo Harmonia Mundi, OMAS.
- 2003 : Les Tables de la Paix[Pour qui ?].
- 2002 : porte stylo, Montblanc.
- 2000-2001 : œuf et galet de la Paix en argent, Christofle.
- Multiple, Alain Afflelou.
- Foulard de la Paix, Lanvin.
- Parapluie de la Paix, Lancel.
- Tee-Shirt pour la Paix, Loft design by….

### Expositions et monuments
Clara Halter expose pour la première fois en 1992. Depuis, elle montre son travail régulièrement en France et à l’étranger. Ses œuvres se trouvent dans plusieurs collections privées et musées.
- 1992 : exposition à la galerie Cà d’Oro avec la revue Les Cahiers d’Art, Rome, Italie.
- 1994 : exposition à la galerie Georges Verney-Caron, Lyon Villeurbanne, France.
- 1996 : exposition de groupe à la Fondation COPRIM, Paris, France[3].
- 1996 : exposition à la galerie Nathalie Obadia, Paris, France.
- 1997 : exposition à la galerie photo de la Fnac Étoile, Paris, France
- 1998 : exposition à la galerie Osiris – Bruxelles, Belgique
- 1998 : exposition dans les Galeries Fnac de Strasbourg, Toulouse, Monaco et Bordeaux, France.
- 1999 : expositions simultanées dans la Galerie Fnac de Lyon, France
- 1999 : exposition L’écrit, le mot, le texte à la Fondation d’Art contemporain Daniel et Florence Guerlain, Jouy-en-Josas), France.
- 2000 : exposition Écritures et signes contemporains à la Maison des Arts Georges Pompidou, centre d’art contemporain - Musée J. F. Champollion, Figeac, France.
- 2000 : Le Mur pour la Paix, un monument érigé sur le Champ de Mars à Paris en collaboration avec l’architecte Jean-Michel Wimotte, Paris, France
- 2000 : fresques pour le pavillon français de la Foire Internationale, Hanovre, Allemagne.
- 2001-2002 : Catherine Memmi Gallery, Paris, France.
- 2003 : La Tour de la Paix, un monument pour le tricentenaire de la ville de Saint-Pétersbourg en collaboration avec l’architecte Jean-Michel Wilmotte, Saint-Pétersbourg, Russie.
- 2005 : « Guerre ou Paix », exposition personnelle au Hiroshima City Museum of Contemporary Art, Hiroshima, Japon.
- 2005 : Cassina, Tokyo, Japon Les Portes de la Paix, un monument pour le 60e anniversaire du bombardement d’Hiroshima en collaboration avec l’architecte Jean-Michel Wilmotte, Hiroshima, Japon.
- 2006 : Les Tentes de la Paix, installation éphémère à Jérusalem, dans le cadre de « Voilà. Une Saison française en Israël » organisée par Cultures France.
- 2009 : Écritures-abstractions, commissariat de Philippe Piguet, galerie RX, Paris, France.
- 2009 : Cassina, Hotel Grege (commande), Fukuoka, Japon.
- 2011 : exposition Chemin de Paix, galerie Obadia, Bruxelles, Belgique.
- 2011 : Le Livre de la Paix, en collaboration avec l'architecte Jean-Michel Wilmotte, Jérusalem, Israël.

### Publications
- Trace, collection de dessins, Paris, Robert Laffont / Milan, Editions Spirali, collection « Les peintres et le temps », 1992.
- Dessins publiés dans Salvatore Sciarrino, Le Figure della Musica en référence à Maurice Ravel, 1998.

### Filmographie
- 2006 : L'Art et la manière – Clara Halter , portrait diffusé sur ARTE, production Images & Cie Serge Moati / Jean-Paul Boucheny.
- 2000 : Le Silence des mots, documentaire réalisé sur le travail de Clara Halter diffusé sur France 2/Pénélope Productions.
- 1994 : Tzedek – Les Justes , film réalisé avec Marek Halter, coproduction Kurtz Production, Sara Films, Vega Film, France 2 Cinéma, la Télévision suisse romande, le Centre européen cinématographique Rhône-Alpes et Palmyre Productions.

#### Ouvrages généraux
- (en) « Clara Halter », extrait de la notice dans le dictionnaire Bénézit , sur Oxford Art Online, 2011 (ISBN 9780199773787).

#### Publications consacrées à l'artiste
- Philippe Sollers, « Clara l’obscure », Art Press, 1994.
- La Règle du jeu, no 20 consacré à Clara Halter, textes de Bernard-Henri Levy, René Denizot, Luc Ferry, Philippe Sollers, décembre 1996.
- Ann Hindry, Clara Halter. Mikrocosmos, [monographie], Paris, éditions Cercle d’Art / FNAC, 1997.
- Paix, textes de Chantal Béret, Philippe Dagen et Bernard-Henri Levy, Paris, éditions Cercle d’Art, 2005.
- (it) Collectif, Luoghi della Pace, Milan, éditions Jaca Books, 2010.
- Bernard-Henri Levy, « Clara Halter, les voies du silence », Art Press, [date ?].